# Forcall
Forcall település Spanyolországban, Castellón tartományban. Forcall Cinctorres, Morella, Palanques, Todolella, Villores és Castellote községekkel határos. Lakosainak száma 477 fő (2024).

## Népesség
A település népessége az elmúlt években az alábbi módon változott:
| Lakosok száma | 566  | 543  | 542  | 527  | 529  | 500  | 461  | 465  | 454  | 477  |
|               | 2001 | 2004 | 2006 | 2009 | 2011 | 2014 | 2016 | 2019 | 2021 | 2024 |